# Exocentrus leucotaeniatus
Exocentrus leucotaeniatus är en skalbaggsart som beskrevs av Stefan von Breuning och Teocchi 1975. Exocentrus leucotaeniatus ingår i släktet Exocentrus och familjen långhorningar. Inga underarter finns listade i Catalogue of Life.